# Going Under
Going Under è un singolo del gruppo musicale statunitense Evanescence, pubblicato il 9 settembre 2003 come secondo estratto dal primo album in studio Fallen.

## Descrizione
Going Under è la canzone preferita da Amy Lee, tanto che originariamente doveva essere il primo singolo dell'album, ma il successo di Bring Me to Life l'ha preceduta modificando così la decisione iniziale. La canzone è probabilmente autobiografica e parla di una relazione finita e della voglia di cambiare e uscire da quella situazione.
Going Under fu l'ultimo brano scritto per Fallen. Una versione demo, registrata prima dell'uscita di Fallen, incorpora una sonorità sottilmente differente nella musica e nel canto di Amy Lee. Una variante acustica fu registrata poco tempo dopo la pubblicazione del disco, cui seguì la registrazione di altri brani.

## Accoglienza
Tim Sendra da AllMusic ha definito Going Under "uno dei pezzi più tosti" di Fallen. Nella sua recensione del secondo album di inediti degli Evanescence, The Open Door, Brendan Butler dal sito Cinema Blend ha paragonato il brano a Sweet Sacrifice definendola la canzone "che più va a braccetto con le radio". Joe D'Angelo da MTV News ha pensato che il brano "merita di essere onnipresente quanto Bring Me to Life".

## Video musicale
Il video è stato diretto da Philip Stolzl (lo stesso regista del primo singolo Bring Me to Life) e registrato a Berlino nel maggio 2003. I costumi usati dalla Lee sono stati disegnati dalla cantante stessa mentre era ricoverata per una malattia in un hotel di Los Angeles. Il video, secondo una classifica stilata da Billboard, è il quarto dei 15 più spaventosi di sempre.
Nel video viene rappresentato un concerto della band. Tutto ha inizio nel camerino dove Lee viene truccata da alcune assistenti che però assumono l'aspetto di zombie, così come i giornalisti che nel frattempo stanno intervistando Ben Moody. Una volta sul palco, Lee osserva il suo pubblico constatando però che anch'essi hanno assunto grotteschi tratti demoniaci. Tuttavia lei inizia a cantare. La scena principale del concerto viene intervallata da momenti in cui la Lee canta sott'acqua, in particolare quando lei si getta fra le braccia dei fan: ella si ritrova sommersa in un profondo oceano, circondata da meduse, per poi riemergere annaspante tra la folla. Terminata la canzone sembra tornare tutto alla normalità, ma quando Amy si volta verso Ben è lui a trasformarsi per alcuni istanti in un mostruoso essere.

## Promozione
Going Under è stata usata nel trailer del film Tristano e Isotta e nei titoli di coda del videogioco Enter the Matrix.

## Tracce
CD singolo
1. Going Under (Album Version) – 3:36
2. Going Under (Live Acoustic Version) – 3:15

CD maxi-singolo
1. Going Under (Album Version) – 3:36
2. Going Under (Live Acoustic Version) – 3:15
3. Heart Shaped Box (Live Acoustic Version - Nirvana cover) – 2:50 (Kurt Cobain)
4. Going Under (Video) – 4:00

## Formazione
- Amy Lee – voce
- Ben Moody – chitarra solista
- John LeCompt – chitarra ritmica
- David Hodges – tastiera
- Francesco DiCosmo – basso
- Josh Freese – batteria, percussioni

## Classifiche
| Classifica (2003)             | Posizione massima |
| ----------------------------- | ----------------- |
| Australia                     | 14                |
| Austria                       | 14                |
| Belgio (Fiandre)              | 28                |
| Belgio (Vallonia)             | 37                |
| Brasile                       | 10                |
| Canada                        | 14                |
| Finlandia                     | 19                |
| Francia                       | 16                |
| Germania                      | 15                |
| Irlanda                       | 18                |
| Italia                        | 9                 |
| Norvegia                      | 12                |
| Nuova Zelanda                 | 4                 |
| Paesi Bassi                   | 16                |
| Regno Unito                   | 8                 |
| Spagna                        | 17                |
| Stati Uniti                   | 104               |
| Stati Uniti (alternative)     | 5                 |
| Stati Uniti (mainstream rock) | 26                |
| Svezia                        | 11                |
| Svizzera                      | 13                |